# 马王堆帛书

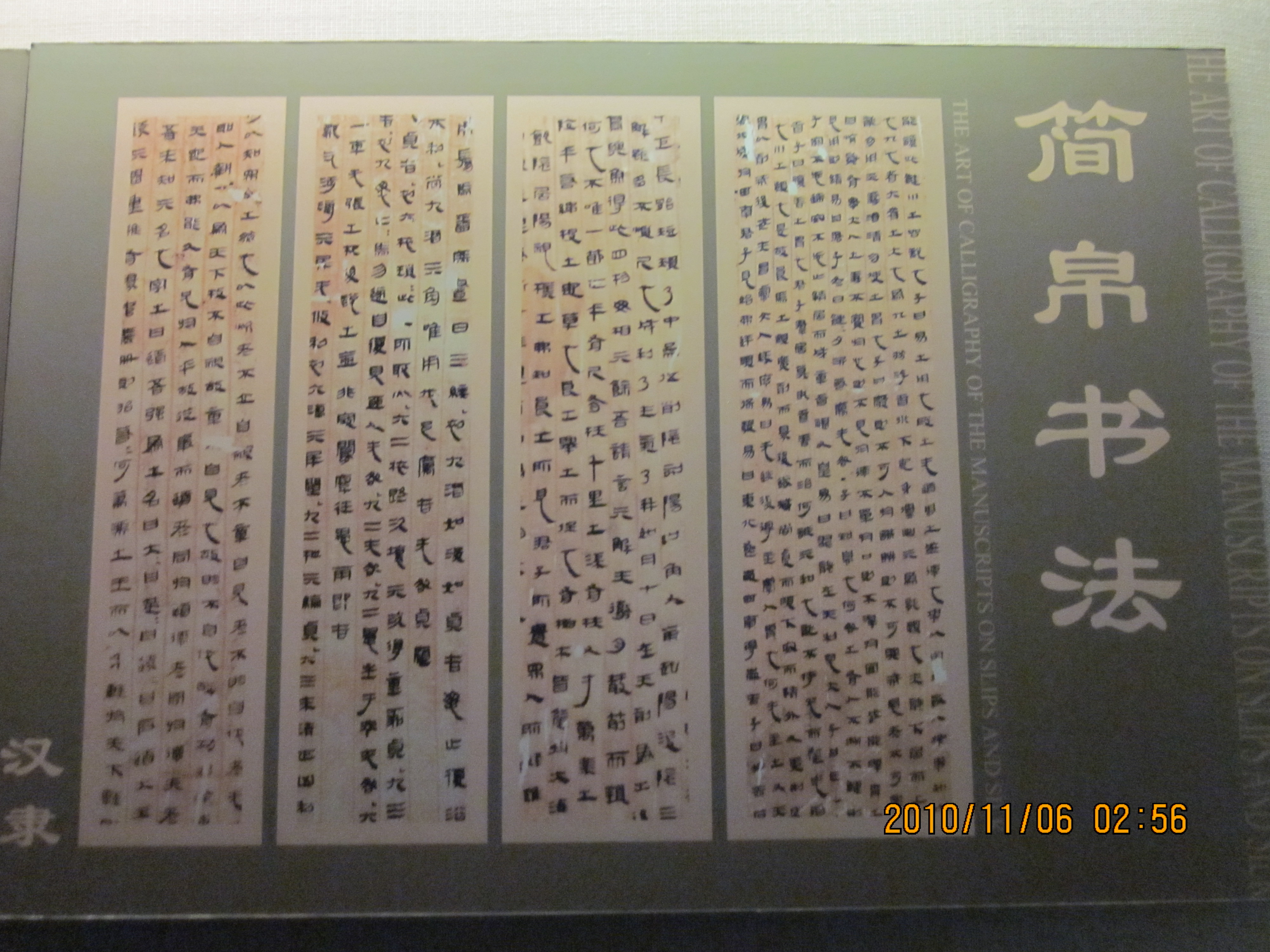
马王堆帛书，现存于湖南省博物馆。

马王堆帛书为1973年在马王堆汉墓三号墓中出土的帛书，其中包括《周易》、《老子》、《黃帝四经》、《战国纵横家书》、《养生方》等秦末汉初学术与方术文献，其中《易传》与《老子》都与今本有较大的区别，被认为是这些书正式定本之前流行的传抄版本之一，大量的方术文献有助于了解汉初的占卜、星相、医术、房中术等内容。帛书的字体接近于汉隶，而别具一格，被书界称为“马王堆体”。

## 《老子》帛书
马王堆汉墓中出土的《老子》有两种抄本，被研究者称为甲本和乙本。甲本的文字介于篆隶之間，文字沒有避汉高祖刘邦的“邦”字之讳，因此抄写年代应在刘邦在位之前，即秦末之际。乙本的文字是隶书，避“邦”字讳，但并不避“盈”、“恒”字讳，因此应抄于刘邦在位时期。

## 马王堆医书
据考证，马王堆汉墓形成于公元前168年(汉文帝十二年)，墓主人喜好医书，出土后整理归类医书15种（原书均无名，帛书整理小组根据其内容进行命名)。帛书卷一所载医书5种:《足臂十一脉灸经》《阴阳十一脉灸经（甲本）》《脉法》《阴阳脉死候》《五十二病方》，帛书卷二所载医书3种:《却谷食气》《阴阳十一脉灸经（乙本）》《导引图》，帛书卷三所载医书3种:《养生方》《杂疗方》《胎产书》；竹简医书3种:《十问》《合阴阳方》《天下至道谈》；木简医书1种:《杂禁方》。马王堆医书内容丰富，记录了春秋战国时期劳动人民在与疾病作斗争中积累起来的医疗经验和理论知识，涉及中医药基础理论、临床医学、药物学、针灸学、性医学、气功、保健等等内容。

### 药物与方剂
马王堆医书中记载药物与方剂的有《五十二病方》《养生方》《杂疗方》《胎产书》。
1.医书中记载药物406种，分为植物药(木类、草类、谷类、菜类)、动物药(人部、兽类、禽类、鱼类、虫类)、器物药(衣着类、加工食品、日用品)、矿物药及待考药，涉及药物名称、炮制、剂型、剂量、形状、采收季节等内容。其中：《五十二病方》中关于人部药的记载颇多，如人尿、童便、人发等用于治疗外科病症、急症；《养生方》中的食疗和滋补药较多，并且重视药物的加工炮制与用法。
2.医书中记载方剂454个，内容涉及内科、外科、妇产科、儿科、五官科等，其中《五十二病方》所载方剂最多，每一种疾病的治疗少则一方、二方，多则二十余方，且剂型多样、煎服讲究、精巧实用。书中还记述了方剂的组成、制剂、煎服法、用法、禁忌以及方剂的治则治法、复方配伍、辨证论治、临床运用，内容丰富详实、经验独特实用。

### 成就
先秦两汉是中医药发展史上的重要阶段，中医药开始摆脱自身的原始性,从零散的经验积累进入理论总结。马王堆医书应属荆楚经验医学体系，蕴藏了丰富的临床实践观察方法、加工炮制技术，真实反映西汉以前的方药发展水平，主要记录春秋战国时期劳动人民在与疾病作斗争中积累起来的医疗经验和理论知识，是中国方药学发展史上不可忽视的重要成就。马王堆医书关于方药的内容古朴而广泛，临床应用涉及到内、外、妇、儿、骨伤、五官、养生及性医学，开始体现临证选方用药的“依法选药”“辨证施治”等中医学基本治则，经验丰富、特色鲜明，初步建立方药学体系，为中医临床医学的形成与发展奠定了牢固的基础，促进了后世中医学的繁荣发展。
从近五十年对马王堆医书的整理来看，该系列书籍具有巨大的研究价值，是先秦两汉荆楚医学经验积累到一定程度和理论发展到一定阶段的成果，是一定历史时代背景、地域文化环境、物质技术条件、哲学社会科学以及学术思想氛围下的产物。马王堆医学文献在这方面的作用主要呈现在两个方面：一是文献内容与这一时段传世文献的诸多医学理论互为佐证，填补了中国医药学史的空缺；二是文献中记载的经脉、阴阳五行及方药等内容的临证运用也证明了这一时段中国中医药的实践水平。当前，国内外对马王堆医学方剂领域的研究尚不深入，其研究内容多局限于对药物的单纯解析，缺乏对整体方剂内容的全面系统概括和总结，疾病的治疗法则及方药的临床运用与配伍特色仍未能得到充分剖析。另外，令人不解的是，马王堆出土医书中所载的众多药物却未在《神农本草经》中有所体现，至今仍无从考证。

## 书体
在马王堆帛书中，出现了以隶书笔意书写篆书的字体。其基本保持篆书的字体结构，但较篆书为灵活。其书写时代大多在秦始皇廿五年之后，可以说反映了当时书写字体从篆书转为隶书的情形。
马王堆帛书中亦有用古隶书写的文献，比如《刑德》、《战国纵横家书》、《春秋事语》及《阴阳五行》乙篇等等。时代大约在汉初。然而马王堆帛书中亦已经出现用汉隶抄写的书籍。这表明隶书的规范化在西汉初期就已经完成。这类帛书中，《刑德》乙篇有“孝惠元”（前194年）的纪年，表示成书年代大约在前194年左右。

## 马王堆古墓出土帛书总目
1. 周易经传（六十四卦 二三子 系辞 易之义 要 缪和 昭力）
2. 丧服图
3. 春秋事语
4. 战国纵横家书
5. 老子甲本
6. 老子甲本卷后古佚书（五行、九主、九主图、明君、德圣）
7. 老子乙本卷前古佚书（黄帝四经）
8. 物则有形图
9. 五星占
10. 天文气象杂占（英语：Divination by Astrological and Meteorological Phenomena）
11. 刑德甲篇
12. 刑德乙篇
13. 刑德丙篇
14. 阴阳五行甲篇
15. 阴阳五行乙篇
16. 出行占
17. 木人占
18. 相马经
19. 宅位宅形吉凶图
20. 足臂十一脉灸经
21. 阴阳十一脉灸经甲本
22. 脉法
23. 阴阳脉死候
24. 五十二病方
25. 去谷食气
26. 阴阳十一脉灸经乙本
27. 导引图
28. 养生方
29. 房内记
30. 疗射工毒方
31. 胎产书
32. 太一祝图
33. 卦象图
34. 地形图
35. 箭道封域图
36. 府宅图
37. 居葬图
38. 宅位草图
39. 十问（竹简医书）
40. 合阴阳（竹简医书）
41. 天下至道谈（竹简医书）
42. 杂禁方（竹简医书）

## 研究書目
- 李零：《簡帛古書與學術源流》（北京：三聯書店，2004）。
- 池田知久著，王啟發譯：《馬王堆漢墓帛書五行研究》（北京：中國社會科學出版社，2005）。